# Brennt Paris?
Brennt Paris? ist ein französisch-US-amerikanischer Kriegsfilm, der auf dem gleichnamigen historischen Roman Paris brûle-t-il? von Dominique Lapierre und Larry Collins basiert und der Geschehnisse rund um die Befreiung der französischen Hauptstadt von der deutschen Besatzung im August 1944 (Zweiter Weltkrieg) behandelt. Der im Oktober 1966 veröffentlichte Film wurde in Schwarzweiß gedreht.

## Handlung
Anfang August 1944 ernennt Hitler General Dietrich von Choltitz zum Befehlshaber von Groß-Paris und erteilt ihm bei einem Treffen in der Wolfsschanze den strikten Befehl, die Stadt „nicht oder nur als Trümmerfeld“ in die Hand des Feindes fallen zu lassen (der Trümmerfeldbefehl wurde tatsächlich am 23. August 1944 schriftlich erteilt).
In Paris warten die Führer der Résistance inzwischen auf die Ankunft der alliierten Truppen, die aber beschlossen haben, die Stadt vorerst zu umgehen und direkt zur deutschen Grenze vorzustoßen. Es erhebt sich daher die Frage, ob der französische Widerstand selbst zu den Waffen greifen soll, um sich durch einen Aufstand gegen die geschwächten Besatzer selbst von der Fremdherrschaft zu befreien. Die Uneinigkeit in diesem Punkt wird noch dadurch verstärkt, dass sich die Kommunisten unter der Führung von Henri Rol-Tanguy und die Gaullisten unter Jacques Chaban-Delmas misstrauisch belauern und der jeweils anderen Gruppe nach Möglichkeit zuvorkommen wollen, um selbst den Ruhm für die Befreiung von Paris einzuheimsen und nach dem Krieg politisches Kapital daraus schlagen zu können.
Nach seiner Ankunft in dem als Stadtkommandantur von Groß-Paris dienenden Hôtel Le Meurice plant Choltitz die Verteidigung der Stadt und fordert zu diesem Zweck Verstärkung aus Dänemark und schwere Waffen an. Ferner beauftragt er den Pionierhauptmann Ebernach damit, alle wichtigen Bauwerke und Kulturdenkmäler zur Sprengung vorzubereiten. Auf Vermittlung des schwedischen Konsuls Nordling stimmt Choltitz der Freilassung der politischen Gefangenen zu, die aber von der SS trotzdem zu einem großen Teil ins KZ Buchenwald abtransportiert werden. Darüber hinaus werden auch 35 junge Franzosen, die sich auf eigene Faust Waffen beschaffen wollten, von einem Spitzel an die Gestapo verraten und im Bois de Boulogne erschossen.
Um den Kommunisten zuvorzukommen, die auf Plakaten zum Aufstand aufrufen, besetzen die Gaullisten das Hauptquartier der Pariser Polizei und erklären nun ihrerseits, dass die Befreiung begonnen habe. Sofort kommt es zu ersten Gefechten mit den überraschten deutschen Truppen, die der Résistance zwar Verluste zufügen, ihren Widerstand aber nicht brechen. Da beide Seiten Zeit gewinnen wollen, kann Nordling vorübergehend einen Waffenstillstand vermitteln. Bei einem Treffen des nationalen Widerstandskomitees gelingt es jedoch den Kommunisten, eine knappe Mehrheit der Delegierten von der Notwendigkeit einer Kündigung der Waffenruhe zu überzeugen.
Angesichts dieser Entwicklung beschließt Rol-Tanguy, direkten Kontakt mit den alliierten Truppen aufzunehmen, da nur diese eine Niederlage der schlecht ausgerüsteten Résistance-Kämpfer verhindern und Paris befreien können. Auf allerlei Umwegen und in ständiger Lebensgefahr gelingt es Rols Mitarbeiter Gallois, die Frontlinie zu überschreiten und sich ins Hauptquartier von General Patton durchzuschlagen. Dort überredet er die alliierte Führung, einem sofortigen Vorstoß nach Paris zuzustimmen und die französische 2. Panzerdivision des Generalmajors Leclerc mit dieser Mission zu betrauen.
Die freifranzösischen und amerikanischen Einheiten erreichen schließlich noch rechtzeitig Paris, um die in Bedrängnis geratene Résistance zu retten und Paris zu befreien. Choltitz, der – den Befehl des Führers verweigernd – den Zerstörungsbefehl nicht ausgegeben hat, übergibt die Stadt an die Alliierten. Adolf Hitler, der am Telefon fragt: „Brennt Paris?“, bekommt keine Antwort mehr.

## Hintergrund
Ursprünglich plante Daryl F. Zanuck den Erfolg von Der längste Tag mit einer ähnlich gelagerten Großproduktion vor dem Hintergrund des Zweiten Weltkrieges fortzusetzen, basierend auf den Memoiren Dietrich von Choltitz. Allerdings war Zanuck nicht in der Lage, den Film zu produzieren, so dass Paul Graetz für Paramount Pictures die Leitung des Films übernahm. Graetz bot die Regie des Films Réne Clément an, mit dem er bereits zuvor zusammengearbeitet hatte.
Die Produktion des Films stand unter der Prämisse bereits fix geplanter städtebaulicher Veränderungen in Paris, die das Aussehen der originalen Schauplätze verändert hatten. Die beiden amerikanischen Drehbuchautoren Gore Vidal und Francis Ford Coppola wurden aufgrund der Objektivität verpflichtet, das Buch gemeinsam mit den drei französischen Autoren zu verfassen. Sie waren um eine möglichst neutrale Darstellung der Ereignisse bemüht. Allerdings wurde von Gore Vidal beklagt, dass nicht alle Elemente des zugrundeliegenden Buches verwendet werden konnten, ohne es zu riskieren, entweder Staatspräsidenten de Gaulle oder die französischen Kommunisten gegen den Film aufzubringen.
Gedreht wurde im Sommer 1965 an insgesamt 180 Drehorten in und um Paris. Dafür waren zahllose Drehgenehmigungen notwendig, sowohl von den Pariser Behörden, der Polizei, dem Innen- als auch dem Kulturministerium. Einer der Gründe, den Film (ausgenommen die Schlussszene) in schwarz-weiß zu drehen war die Weigerung der Behörden „echte“ (also farbige) NS-Flaggen an den Gebäuden zuzulassen. Diese waren daher in Grautönen gehalten. Die meisten Szenen auf den menschenleeren Straßen (mit Ausnahme der Kämpfe in der Rue Rivoli, welche im Studio gedreht wurden) wurden zwischen 5:00 und 7:00 Uhr morgens gedreht, um nicht vom morgendlichen Straßenverkehr beeinträchtigt zu werden. Die Szene der Abfahrt des Deportationszuges von Pantin, welche historisch am 15. August 1944 stattfand, wurde am Originalschauplatz auf dem als „Quai aux bestiaux“ bezeichneten Eisenbahngelände gedreht.
Während des Drehs einer Szene, welche in der Polizeipräfektur spielt, machten Jean-Paul Belmondo und Alain Delon (mit denen Clément bereits einige Male zusammengearbeitet hat) den Regisseur absichtlich wütend. Sie wurden dabei u. a. von Michel Piccoli unterstützt. Allerdings konnte sich René Clément in Folge nicht an Belmondo rächen, denn der Dreh war für ihn mit dieser Szene beendet, so dass Alain Delon in einer folgenden Szene den Zorn des Regisseurs zu spüren bekam.
Claude Rich spielte gleich zwei Rollen: zum einen General Leclerc (mit Schnurrbart) und andererseits den Lieutenant Pierre de La Fouchardière (ohne Schnurrbart), die zweite Rolle war ungenannt. Während der Befreiung von Paris hatte Rich, damals ein Teenager, einen Offizier gerettet, der während der Kämpfe verwundet worden war.
Kirk Douglas nahm seine Rolle im Film erst an, nachdem er sich versichert hatte, dass auch Jean-Paul Belmondo Teil der Besetzung sein würde. Allerdings haben beide jedoch keine gemeinsame Szene. 
Der im Film von Bruno Cremer dargestellte Colonel Rol-Tanguy war einer der historischen Berater des Films.

## Sonstiges
Ungenannte Gastauftritte hatten u. a. Suzy Delair, Claus Holm, Michael Lonsdale, E. G. Marshall, Mike Marshall und Jean-Pierre Zola. Der Kurzauftritt Romy Schneiders fiel der Schere zum Opfer.
Erstaufführungen im Jahr 1966 (Kino):
- Frankreich: 26. Oktober
- Bundesrepublik Deutschland: 28. Oktober (gekürzt)
- Schweden: 2. November
- USA: 10. November (New York)
- GB: 7. Dezember (London)

Fassungen DVD / Blu-ray:
- Frankreich: 2012, Paramount
- England: 2006, Paramount
- Deutschland: 2019, Filmjuwelen (ungeschnitten)

## Kritik
„Um zeitgeschichtliche Objektivität bemühter, gut inszenierter und effektvoll besetzter Film, dessen Gesamteindruck jedoch zwiespältig bleibt, weil die historischen Ereignisse durch kinohafte Ausschmückung zu sehr als unterhaltsames Drama erscheinen.“

„Spektakulärer und aufwendiger Versuch, die Ereignisse um die Befreiung von Paris (1944) zu rekonstruieren. Ein - von der einseitigen, gaullistischen Ausrichtung abgesehen - apolitischer Film, der die historischen Tatsachen vereinfacht und auf persönliche Erlebnisse von Soldaten und Zivilisten reduziert. So ist dieser Film trotz seines voraussichtlichen Publikumserfolgs seiner Anlage nach weder als der Wahrheit dienendes Dokument noch als Unterhaltung geeignet. Überflüssig.“

„1965 kehrte Clément noch einmal zu seinem anderen Lieblingsthema, die Zeit der deutschen Besatzung, zurück. Mit einem gewaltigen internationalen Staraufgebot rekonstruierte der Regisseur in „Brennt Paris?“ die Tage der Befreiung der französischen Hauptstadt von den deutschen Besatzern im August 1944, ein Versuch von großer Detailtreue aber auch ebensolcher Ermüdung.“

## Auszeichnungen
Der Film wurde 1967 in den Kategorien beste Ausstattung und beste Kameraarbeit für den Oscar nominiert, ging aber leer aus. Komponist Maurice Jarre wurde im gleichen Jahr für einen Golden Globe Award für die beste Filmmusik nominiert und ging ebenfalls leer aus.